# Alfred Rethel

Nemeszisz, 1837

Alfred Rethel (Diepenbend, Aachen mellett, 1816. május 15. – Düsseldorf, 1859. december 1.) német festő.

## Élete
A düsseldorfi akadémián Friedrich Wilhelm von Schadow-nak, Frankfurtban Philipp Veitnak volt tanítványa. Miután Frankfurtban kisebb művekkel, mint Dániel (Frankfurt, Städel-féle intézet); Justitia: Krisztus föltámadása (uo. Szent Miklós-templom) föllépett, az aacheni császárterem díszítésére 8 freskóképet rendeltek meg nála, jeleneteket Nagy Károly történetéből. 1844-45-ben Olaszországban tartózkodott, hogy tanulmányokat tegyen nagy művéhez, 1847 és 1851 között elkészítette a kartonokat és négyet el is készített a festmények közül, idegbaja azonban félbeszakította munkásságát, hiába keresett Olaszországban gyógyulást. Betegsége őrültségben végződött, úgyhogy a többi képet Joseph Kehrennek kellett megfestenie. Ezen képekben Rethel a modern német monumentális festészet leghivatottabb mesterének mutatta magát. Nincs bennük semmi keresettség, érzelgősség, a hatalmas, nagy vonalak egyszerűsége a régi német mesterekre emlékeztet. Hasonló jellegű két híres fametszetsorozata: Hannibal átvonulása az Alpeseken, főleg azonban a Haláltánc az 1848. évben, melynek alkotására a forradalom borzalmai indították (11. kiad. Lipcse 1879). Holbein szelleme látszott benne föléledni.